# Král Lávra (báseň)
Král Lávra od spisovatele Karla Havlíčka Borovského je báseň z roku 1854 na motivy irské lidové pověsti, jíž počátkem 17. století zaznamenal irský kronikář Seathrún Céitinn. Podobná pověst se tradovala v Cornwallu o králi Markovi (známém z legendy o Tristanovi a Isoldě) a v řecké mytologii o králi Midasovi z Frýgie.
Jedná se o satirickou báseň kratšího rozsahu s pohádkovými motivy, na konci je ponaučení jako v bajce. Báseň vznikla v době národního obrození (1. pol. 19. století). Dílo je inspirováno řeckou (Midas) a irskou mytologií. Ze strany čtenářů bylo dílo velmi ceněno již v době vzniku, cenzurou však zakazováno pro jasnou kritiku Habsburské monarchie. Báseň obsahuje chronologickou kompozici, najdeme zde jazykové prostředky typické pro pohádku (úvod – Byl jednou jeden…; závěr – ponaučení), dále pak personifikaci, metonymii, archaismy. V roce 1950 bylo dílo zfilmováno Karlem Zemanem.

## Obsah
Báseň pojednává o králi, který byl velice oblíbený a chytrý. Jen jedna věc na něm byla divná – nechával se holit a stříhat jen jednou do roka a pokaždé nechal holiče, který ho stříhal, popravit. Jednoho dne si tuto zakázku vylosoval mladý Kukulín. Poté, co odvedl svou práci, byl jako všichni před ním poslán na popraviště. Když se to dozvěděla jeho matka, šla žádat krále Lávru o milost. Apelovala na jeho dobré srdce a fakt, že její muž padl při službě v jeho dvoře. Král se styděl za její rozhořčená slova a milost Kukulínovi udělil, ovšem pod podmínkou, že si nechá pro sebe, co při stříhání viděl, a že zůstane jeho holičem až nadosmrti. Kukulín s radostí souhlasil, ale po čase ho začalo trápit, že tajemství nemůže nikomu sdělit. Matka si všimla jeho smutku, a když jí pověděl o svém trápení, poradila mu, ať jde do lesa k poustevníkovi, ten že mu pomůže. Poustevník mu poradil, aby to, co ho trápí, našeptal do jisté staré vrby, že se mu uleví. Kukulín to ještě ten den udělal a skutečně se mu ulevilo. Za čas král uspořádal velikou hostinu, a když šli čeští hudebníci, co měli na hostině hrát kolem staré vrby, basista si všiml, že ztratil kolíček od basy. Uřízl tedy větev ze staré vrby a vyrobil si nový. Netušil však, co tím způsobí. Když na hostině začal jezdit smyčcem po strunách, basa sama spustí: „Král Lávra má dlouhé oslí uši, král je ušatec!“. Král Lávra nechal basistu vyhodit, ale bylo již pozdě. Když už všichni věděli o jeho tajemství, neměl dále důvod skrývat své oslí uši. Po krátké době si na jeho uši všichni zvykli – zdálo se jim, že se oslí uši ke koruně hodí, a navíc byli rádi za dobrého panovníka. Nikdy nevyšlo najevo, jak se dostalo Lávrovo tajemství do basy.

## Počeštěné irské názvy
Dílo originálním způsobem nakládá s originálními názvy, které počešťuje – tak například „Viklov“ je původně Wicklow či hrabství Wicklow, král „Lávra“ je mytický irský král Labraid Loingsech a „Kukulín“ je jméno irského mytického hrdiny Cúchulainna. Mění se i reálie, v původní irské pověsti vystupuje bard Craiftine, který nahradí kouskem vrbové větve část své poškozené harfy, u Havlíčka se z harfy stala basa a z barda český muzikant.